# Чорний Петро Павлович
Чорний Петро Павлович (18 липня 1920 року, УРСР, хутір Савченківський Близнюківського району Харківської області — с. Піщаний Брід Добровеличківського району Кіровоградської області) — вчитель, інженер залізничного транспорту, дисидент.

## Біографія
Учасник Великої Вітчизняної війни, служив у Радянській Армії з квітня 1944 року по листопад 1945 року, нагороджений медалями «За відвагу», «За взяття Берліна» та іншими. По закінченні війни працював учителем математики у Гнатівській і Піщанобрідській школах, пізніше інспектором райвно Піщанобрідського району, з 1962 по 1977 рік — інженером у вагонному депо станції Помічна Одеської залізниці.

## Діяльність
Починаючи із 1974 року писав листи-відгуки на публікації чи книжки, що тоді виходили. Свої листи надсилав до редакцій газет і журналів, вищих навчальних закладів, видавництв. Листи надсилав з Києва, Кіровограда, Помічної, Новоукраїнки, тому КДБ не відразу вдалось виявити автора листів. У лютому 1979 року надіслав до Інституту історії академії наук УРСР «Декларацію». У відгуку на книгу Ю.Жукова «Суспільство без майбутнього», що мала на меті таврувати як капіталізм, так і капіталістичний спосіб виробництва, П.Чорний прийшов до парадоксального висновку: країни світу стають ворогами не позицій ідеології, а з точки зору інтересів держав та національностей. Наголошував на тому, що соціалістична економіка значно відстає від капіталістичної, навіть в умовах не найбільш розвинених країн. Оперуючи даними з матеріалів пленумів ЦК КПРС та ЦСУ, підкреслював, що ефективне керівництво економікою СРСР з єдиного центру неможливе.
У листі до Сергія Бондарчука аналізував поняття «дисидентство», не вважаючи їх ворогами радянської влади, тому що вони не мають на меті повалення радянської влади, а вимагають для кожного громадянина права бути активним членом суспільства.
У своїх листах звертав увагу на національне питання, зокрема на денаціоналізацію та витіснення українства з усіх сфер суспільного життя, вважав, що наслідками денаціоналізації може стати деморалізація.

## Арешт і ув'язнення
Заарештували П.Чорного 7 липня 1979 року. Вирок винесений Кіровоградським обласним судом 31 січня 1980 року відповідно до статті 62 ч.1 Карного Кодексу УРСР до 6 роківпозбавлення волі у виправно-трудовій колонії посиленого режиму без заслання і подання до Президії Верховної Ради СРСР про позбавлення всіх медалей.
Покарання відбував у таборі для політичних ВС-389/36, розташованому у с. Кучино на Пермщині. Сусідом П.Чорного по табірному бараку був відомий правозахисник і громадський діяч Мирослав Маринович

## Останні роки життя
Після повернення із ув'язнення продовжив займатися наукою, намагався довести теорему Ферма, надсилав свої дописи у наукові журнали. Папка з його розрахунками зникла під час похорону. До реабілітації не дожив півроку.
Похований у селі Піщаний Брід Добровеличківського району Кіровоградської області.

## Дослідження долі Петра Чорного
На початку 90-х років кіровоградський письменник Василь Бондар знайшов справу П.Чорного в архіві обласного управління КДБ. У вересні 2007 року на залізничній станції Помічна було відкрито пам'ятний знак на честь Петра Павловича Чорного. Ініціатором відкриття став керівник Помічнянського відділка залізниці Микола Антошик.